# Polytrichum polakowskyi
Polytrichum polakowskyi är en bladmossart som beskrevs av C. Müller 1900. Polytrichum polakowskyi ingår i släktet björnmossor, och familjen Polytrichaceae. Inga underarter finns listade i Catalogue of Life.